# سلوبودان فوكوفيتش
سلوبودان فوكوفيتش هو لاعب كرة قدم صربي في مركز الدفاع، ولد في 23 يناير 1986 في مدينة فرباس في صربيا. لعب مع راد بيوغراد وهايدوك كولا.

## وصلات خارجية
- سلوبودان فوكوفيتش على موقع قاعدة بيانات كرة القدم.إي يو (الإنجليزية)
- سلوبودان فوكوفيتش على موقع Soccerway.com (الإنجليزية)